# Duttaphrynus microtympanum
Duttaphrynus microtympanum é uma espécie de sapo da família Bufonidae endêmica na região da Gates Ocidentais na Índia. Seu habitat natural são as florestas úmidas de montana nas faixas tropicais e subtropicais.